# The Element of Surprise
The Element of Surprise è il quarto album del rapper statunitense E-40. Pubblicato l'11 agosto del 1998, è distribuito dalla Sick Wid It e dalla Jive Records. Prendono parte all'album, tra gli altri, Busta Rhymes, Too Short, Master P, Mack 10, WC, C-Bo e B-Legit. L'11 settembre 1998 la RIAA lo certifica disco d'oro.
L'album raggiunge la tredicesima posizione nella Billboard 200 e la seconda nella chart degli album hip hop.
| Recensione | Giudizio |
| ---------- | -------- |
| AllMusic   | [ 1 ]    |
| The Source | [ 3 ]    |

## Tracce
Disco 1 (Giallo)
1. The Element of Surprise – 4:21 (musica: Rick Rock)
2. Trump Change – 4:30 (musica: Big Tyme)
3. All Tha Time (featuring B-Legit) – 3:21 (musica: Bosko)
4. Dump, Bust, Blast – 4:11 (musica: Bosko)
5. Hope I Don't Go Back (featuring Otis & Shug) – 4:38 (musica: Ant Banks)
6. $999,999 + $1 = A Mealticket – 4:32 (musica: Rick Rock)
7. Money Scheme (featuring Jayo Felony) – 6:20 (musica: Bosko)
8. Zoom – 4:09 (musica: Bosko)
9. Mayhem (featuring A-1) – 5:09 (musica: Rick Rock)
10. Personal (featuring Levitti, D-Shot, Suga-T & The Mossie) – 4:31 (musica: Studio Ton)
11. My Hoodlumz & My Thugz (featuring Mack 10 & WC) – 4:44 (musica: Keith Kinlow)

Disco 2 (Arancione)
1. Do It To Me (featuring Busta Rhymes) – 3:40 (musica: Tone Capone)
2. Lieutenant Roast A Botch (featuring Sylk-E. Fyne) – 4:41 (musica: Studio Ton)
3. It's On, On Sight (featuring C-Bo) – 4:13 (musica: Funk Daddy)
4. From The Ground Up (featuring Too Short & K-Ci & JoJo) – 4:52 (musica: Ant Banks)
5. Flashin' – 4:54 (musica: Studio Ton)
6. Doin' Dirt Bad (featuring B-Legit) – 4:24 (musica: Bosko)
7. Broccoli (featuring Otis & Shug) – 4:07 (musica: Ant Banks)
8. Jump My Bone (featuring Bosko) – 3:57 (musica: Bosko)
9. Back Against The Wall (featuring Master P) – 4:16 (musica: Bosko)
10. To Da Beat – 4:12 (musica: Studio Ton)
11. Dirty Deeds – 3:46 (musica: Dave Everingham & E-40)
12. Ballin' Outta Control (featuring Levitti) – 4:22 (musica: Sam Bostic & Mike Mosley)
13. One More Gen – 6:09 (musica: Sam Bostic)

Durata totale: 57:33

## Classifiche settimanali
| Classifica (1998)         | Posizione massima |
| ------------------------- | ----------------- |
| Stati Uniti               | 13                |
| US Top R&B/Hip-Hop Albums | 2                 |

## Formazione
- Ant Banks - produttore (tracce 5, 15, 18), autore testo (tracce 5, 15, 18)
- Big Tyme - produttore (traccia 2)
- Larry Blackmon - autore testo (traccia 18)
- Sam Bostic - produttore (tracce 23-24), autore testo (tracce 23-24)
- Greg Buren - autore testo (tracce 14, 16)
- Vernon Burch - autore testo (traccia 12)
- William Calhoun - voce aggiuntiva (traccia 11), autore testo (traccia 11)
- Alechia Campbell - voce (traccia 9)
- Tone Capone - produttore (traccia 12), autore testo (traccia 12)
- Kevin Davis - autore testo (traccia 10)
- DeShawn Dawson - autore testo (traccia 11)
- D-Shot - voce aggiuntiva (traccia 10)
- DJ TNT - scratches (traccia 1)
- Dale Everingham - produttore (traccia 20), autore testo (traccia 20)
- Jayo Feloni - voce aggiuntiva (traccia 7)
- Funk Daddy - produttore (traccia 14)
- Zane Grey - autore testo (traccia 15)
- Len Ron Hanks - autore testo (traccia 15)
- Dino Hawkins - autore testo (traccia 19)
- Charlie Hustle - produttore esecutivo, voce, autore testi, produttore (traccia 20)
- Randy Jefferson - autore testo (traccia 2)
- Brendt Jones - autore testo (tracce 3, 17), voce aggiuntiva (tracce 3, 17)
- D. Jones - autore testo (traccia 9)
- K-Ci & JoJo - voce aggiuntiva (traccia 15), autore testo (traccia 15)
- Bosko Kante - produttore (tracce 3-4, 7-8, 17, 19-20), autore testo (tracce 3-4, 7-8, 17, 19-20)
- Lewis King - autore testo (tracce 10, 23)
- Keith Kinlow - produttore (traccia 11), autore testo (traccia 11)
- T. Langford - autore testo (traccia 9)

- Ronald LaPread - autore testo (traccia 8)
- Levitti - voce aggiuntiva (tracce 10, 23)
- Jon Lind - autore testo (traccia 5)
- Arnold McCaller - autore testo (traccia 15)
- Kevin McCord - autore testo (traccia 13)
- Percy Miller - voce aggiuntiva (traccia 20), autore testo (traccia 20)
- Otis & Shug - voce aggiuntiva (traccia 18)
- E. Reynolds - autore testo (traccia 13)
- Lionel Richie - autore testo (traccia 8)
- Dedrick Rolison - voce aggiuntiva (traccia 11), autore testo (traccia 11)
- James Savage - autore testo (traccia 7)
- Todd Shaw - voce aggiuntiva (traccia 15), autore testo (traccia 15)
- Trevor Smith - voce aggiuntiva (traccia 12), autore testo (traccia 12)
- Dannell Stevens - autore testo (traccia 10)
- Dulon Stevens - autore testo (traccia 10)
- Tenina Stevens - autore testo (traccia 10)
- Suga T - voce aggiuntiva (traccia 10)
- Sylk-E. Fyne - voce aggiuntiva (traccia 13)
- Marcus Taplon - autore testo (traccia 10)
- The Mossie - voce aggiuntiva (traccia 10)
- Shawn Thomas - voce aggiuntiva (traccia 14), autore testo (traccia 14)
- Ricardo Thomas - produttore (tracce 1, 6, 9), autore testo (tracce 1, 6, 9)
- Roger Troutman - autore testo (traccia 19)
- Eric Vidal - autore testo (traccia 19)
- Nick Vidal - autore testo (traccia 19)
- Maurice White - autore testo (traccia 5)
- Marvin Whitemon - produttore (tracce 10, 13, 16, 21), autore testo (tracce 10, 13, 16, 21)